# Rollo
Rollo de Noorman (ca. 846 – 933), later gedoopt als Robert, was een Viking en de eerste Hertog van Normandië. Hij voerde een groep aan die zich permanent rond de Seinemonding had gevestigd en kwam in 911 tot een vergelijk met de West-Frankische koning Karel de Eenvoudige: in ruil voor de hertogtitel en de hand van zijn dochter, bekeerde hij zich tot het christendom en zou hij nieuwe Vikinginvallen bestrijden.

## Afkomst
Rollo is haast zeker geboren in Scandinavië, maar daarbinnen bestaat discussie of hij tot de Noren dan wel de Denen behoorde. Zijn oudste biograaf Dudo van Saint-Quentin werkte in opdracht van zijn kleinzoon Richard I van Normandië en had dus toegang tot de familieherinneringen. Hij noemde Rollo een Deen. De naam zou dan een Latijnse versie van Hrollaugr zijn. Latere Noorse bronnen hebben een omstandige genealogie opgebouwd die hem Hrolfr noemt, zoon van een jarl. Hij zou te vereenzelvigen zijn met Rolf de Wandelaar, een figuur uit de 13e-eeuwse Orkneyinga saga en de Heimskringla. Die heette zo omdat hij een grote en zware man was en geen toenmalig paard sterk genoeg was om hem te dragen en hij dus altijd moest lopen. Volgens deze saga's zou Rollo een zoon zijn van Rognvald Eysteinsson en Hildr Hrólfsdóttir. Na de dood van zijn vader moest hij vluchten uit Noorwegen. Hij is eerst naar familie op de Orkney-eilanden getrokken, en daarna naar familie op de Hebriden. Scandinavische toponiemen in Rollo's Normandische gebied ondersteunen echter eerder een Deense afkomst.

## Plundertochten
De eerste bekende actie van Rollo zou een aanval op Rouen zijn geweest in 876. Hij verkreeg gastvrijheid bij koning Guthrum van East Anglia. In 885 was hij een van de aanvoerders van de Vikingen tijdens het Beleg van Parijs. Nadat het beleg was opgeheven, leidde hij een plundertocht door Bourgondië. In 886 of 889 trouwde hij met Poppa, die de moeder werd van zijn opvolger Willem Langzwaard. Dudo noemde haar de dochter van graaf Berengar van Bayeux, maar dat gegeven is niet zonder contradicties.

## Graaf van Normandië
In 911 werd Rollo tijdens een nieuwe rooftocht verslagen bij Chartres. Koning Karel de Eenvoudige besloot echter zaken met Rollo te doen en gaf hem met het Verdrag van Saint-Clair-sur-Epte het gebied rond de Seine-monding in leen, met Rouen als hoofdstad. Rollo nam daarmee de verplichting op zich om de rivier (en dus de stad Parijs) te verdedigen tegen andere Vikingen. Rollo liet zich dopen, scheidde van Poppa en trouwde met Gisela – een dochter van Karel. Volgens de overlevering was er een groot protocolair probleem: om leenman te worden moest Rollo knielen voor de koning en zijn voet kussen maar hij weigerde dat te doen. Bij wijze van compromis zou een van zijn ondergeschikten dat doen, maar die wilde ook niet knielen maar bukte, pakte de voet van de koning en tilde die zover op dat de koning zijn evenwicht verloor en achterover viel. Rollo trouwde in 919 weer met Poppa nadat Gisela was overleden.
Rollo heeft zich goed aan de afspraak gehouden om de Seine tegen andere Vikingen te verdedigen. Maar wel bleef hij zelf oorlog voeren en plundertochten houden in de rest van West-Francië. Hij breidde zijn macht uit tot de rivier de Vire maar bracht na verloop van tijd wel rust in zijn eigen graafschap. Daardoor konden de kloosterlingen van Rouen terugkeren naar hun kloosters, met hun relieken en kostbaarheden.
In 923 hield Rollo nog een plundertocht, samen met de Vikingen die zich aan de Loire hadden gevestigd. Koning Rudolf, Herbert II van Vermandois en Hugo de Grote, probeerden hem te onderwerpen maar werden in 924 door Rollo verslagen. Rudolf was gedwongen om Rollo ook de omgeving van Bayeux en Caen in leen te geven. Daarmee kreeg Normandië, buiten Cotentin dat door de Bretoenen was veroverd, ongeveer zijn huidige vorm. In 925 hield Rollo een veroverings- en plundertocht naar Vlaanderen, Amiens en Noyon. Koning Rudolf en Herbert van Vermandois vielen daarop Normandië binnen, maar werden door Rollo tegengehouden. Wel kreeg hij toen te maken met een opstand in de regio rond Bayeux en een tegenaanval van Arnulf I van Vlaanderen. Die veroverde Eu en verbrandde de versterking met allen die daarin waren. Door bemiddeling van Hugo de Grote werd een vrede gesloten waarbij Rollo al zijn Vlaamse veroveringen weer afstond.
Volgens Adhémar van Chabannes liet Rollo kort voor zijn dood honderd christelijke gevangenen offeren ter ere van de Noorse goden en verdeelde hij honderd pond goud over een aantal kerken, blijkbaar om zich zo dubbel te verzekeren van een goed hiernamaals. Deze overlevering is twijfelachtig. Rollo is christelijk begraven in de kathedraal van Rouen.

## Huwelijken en kinderen
Rollo was vermoedelijk driemaal gehuwd. Zijn eerste huwelijk wordt afgeleid uit de vermelding van een dochter Cadlinar (Kaðlín) in de Ierse tekst Banshenchas. Afgaand op haar Keltische naam zou hij deze dochter hebben gekregen met een Schotse vrouw.
Omstreeks 886 trouwde Rollo met Poppa (ca. 870 - na 919), mogelijk een dochter van Berengar van Bayeux. Rollo scheidde van haar in 912 maar ze hertrouwden in 919. Zij kregen de volgende kinderen:
- Willem I van Normandië, die zijn vader opvolgde als hertog van Normandië. Zijn afstammeling Willem de Veroveraar veroverde in 1066 Engeland.
- Gerloc (917 - na 969), na haar doop Adela genoemd, trouwde in 935 met Willem III van Aquitanië

Het huwelijk met Gisela, buitenechtelijke dochter van Karel de Eenvoudige, bleef kinderloos.